# Filmfare Awards (1984)
31-я церемония награждения Filmfare Awards прошла в городе Бомбей 26 апреля 1984 года. На ней были отмечены лучшие киноработы на хинди, вышедшие в прокат до конца 1983 года.

## Список лауреатов и номинантов

### Основные премии
| Категории                         | Фото лауреатов       | Лауреаты и номинанты                                                      | Фильмы                                              | Роли                                                |
| --------------------------------- | -------------------- | ------------------------------------------------------------------------- | --------------------------------------------------- | --------------------------------------------------- |
| Лучший фильм                      | Лучший фильм         | • «Осознание» (реж. Махеш Бхатт, прод. Кулджит Пал)                       | • «Осознание» (реж. Махеш Бхатт, прод. Кулджит Пал) | • «Осознание» (реж. Махеш Бхатт, прод. Кулджит Пал) |
| Лучший фильм                      | Лучший фильм         | • «Avtaar» (реж. и прод. Мохан Кумар)                                     |                                                     |                                                     |
| Лучший фильм                      | Лучший фильм         | • «Полуправда» (реж. Говинд Нихалани, прод. Манмохан Шетти, Прадип Уппур) |                                                     |                                                     |
| Лучший фильм                      | Лучший фильм         | • «Сила любви» (реж. Рахул Равайл, прод. Бикрам Сингх Дахал)              |                                                     |                                                     |
| Лучший фильм                      | Лучший фильм         | • «Необдуманный шаг» (реж. Шекхар Капур, прод. Чанда и Деви Датт)         |                                                     |                                                     |
| Лучшая режиссёрская работа        |                      | • Говинд Нихалани                                                         | «Полуправда»                                        | «Полуправда»                                        |
| Лучшая режиссёрская работа        | • Махеш Бхатт        | «Осознание»                                                               | «Осознание»                                         |                                                     |
| Лучшая режиссёрская работа        | • Мохан Кумар        | «Avtaar»                                                                  | «Avtaar»                                            |                                                     |
| Лучшая режиссёрская работа        | • Рахул Равайл       | «Сила любви»                                                              | «Сила любви»                                        |                                                     |
| Лучшая режиссёрская работа        | • Шекхар Капур       | «Необдуманный шаг»                                                        | «Необдуманный шаг»                                  |                                                     |
| Лучшая мужская роль               |                      | • Камал Хасан                                                             | «Грустная история»                                  | Сомпракаш «Сому»                                    |
| Лучшая мужская роль               | • Насируддин Шах     | «Необдуманный шаг»                                                        | Д. К. Малхотра                                      |                                                     |
| Лучшая мужская роль               | • Ом Пури            | «Полуправда»                                                              | cуб-инспектор Анант Веланкар                        |                                                     |
| Лучшая мужская роль               | • Раджеш Кханна      | «Avtaar»                                                                  | Автар Кришен                                        |                                                     |
| Лучшая мужская роль               | • Санни Деол         | «Сила любви»                                                              | Санни Капур                                         |                                                     |
| Лучшая женская роль               |                      | • Шабана Азми                                                             | «Avtaar»                                            | Радха Кишен                                         |
| Лучшая женская роль               | • Шабана Азми        | «Рыночная площадь»                                                        | Рукмини Бай                                         |                                                     |
| Лучшая женская роль               | • Шабана Азми        | «Необдуманный шаг»                                                        | Инду Малхотра                                       |                                                     |
| Лучшая женская роль               | • Шабана Азми        | «Осознание»                                                               | Пуджа Индер Малхотра                                |                                                     |
| Лучшая женская роль               | • Шридеви            | «Грустная история»                                                        | Нехалата «Решми» Малхотра                           |                                                     |
| Лучшая мужская роль второго плана |                      | • Амитабх Баччан                                                          | «Слепой закон»                                      | Джан Ниссан Ахтар Хан                               |
| Лучшая мужская роль второго плана | • Насируддин Шах     | «Katha»                                                                   | Раджарам Пуршотам Джоши                             |                                                     |
| Лучшая мужская роль второго плана | • Насируддин Шах     | «Рыночная площадь»                                                        | Тунгрус                                             |                                                     |
| Лучшая мужская роль второго плана | • Радж Баббар        | «Если ты не со мной…»                                                     | Радж Беди                                           |                                                     |
| Лучшая мужская роль второго плана | • Садашив Амрапуркар | «Полуправда»                                                              | Рама Шетти                                          |                                                     |
| Лучшая женская роль второго плана |                      | • Падмини Колхапуре                                                       | «Souten»                                            | Радха                                               |
| Лучшая женская роль второго плана | • Рекха              | «Правосудия!»                                                             | Шакунтала                                           |                                                     |
| Лучшая женская роль второго плана | • Рохини Хаттангди   | «Осознание»                                                               | Бай                                                 |                                                     |
| Лучшая женская роль второго плана | • Смита Патиль       | «Осознание»                                                               | Кавита Саньял                                       |                                                     |
| Лучшая женская роль второго плана | • Смита Патиль       | «Рыночная площадь»                                                        | Зинат                                               |                                                     |
| Лучшее исполнение комической роли |                      | • Девен Варма                                                             | «Подстрекатель»                                     | Рави Капур                                          |
| Лучшее исполнение комической роли | • Дхармендра         | «Слуга жены»                                                              | Дипак «Дипу» Кумар                                  |                                                     |
| Лучшее исполнение комической роли | • Кадер Хан          | «Himmatwala»                                                              | Нараяндас Гопалдас, Мунимджи                        |                                                     |
| Лучшее исполнение комической роли | • Шакти Капур        | «Mawaali»                                                                 | Ранджит                                             |                                                     |
| Лучшее исполнение комической роли | • Утпал Датт         | «Подстрекатель»                                                           | инспектор Дхурандхар Бхатавдекар                    |                                                     |
| Лучший сюжет                      |                      | • Балу Махендра                                                           | «Грустная история»                                  | «Грустная история»                                  |
| Лучший сюжет                      | • Джавед Ахтар       | «Сила любви»                                                              | «Сила любви»                                        |                                                     |
| Лучший сюжет                      | • Махеш Бхатт        | «Осознание»                                                               | «Осознание»                                         |                                                     |
| Лучший сюжет                      | • Мохан Кумар        | «Avtaar»                                                                  | «Avtaar»                                            |                                                     |
| Лучший сюжет                      | • С. Д. Панвалкар    | «Полуправда»                                                              | «Полуправда»                                        |                                                     |

### Музыкальные премии
| Категории                       | Фото лауреатов        | Лауреаты и номинанты  | Фильмы                     | Песни                |
| ------------------------------- | --------------------- | --------------------- | -------------------------- | -------------------- |
| Лучшая музыка к песне           |                       | • Хайям               | «Дочь султана»             | «Дочь султана»       |
| Лучшая музыка к песне           | • Лаксмикант-Пьярелал | «Герой»               | «Герой»                    |                      |
| Лучшая музыка к песне           | • Р. Д. Бурман        | «Сила любви»          | «Сила любви»               |                      |
| Лучшая музыка к песне           | • Р. Д. Бурман        | «Необдуманный шаг»    | «Необдуманный шаг»         |                      |
| Лучшая музыка к песне           | • Уша Кханна          | «Souten»              | «Souten»                   |                      |
| Лучшие слова к песне            |                       | • Ананд Бакши         | «Сила любви»               | «Jab Hum Jawan Hoge» |
| Лучшие слова к песне            | • Гульзар             | «Необдуманный шаг»    | «Tujse Naaraj Nahi»        |                      |
| Лучшие слова к песне            | • Гульшан Бавра       | «Если ты не со мной…» | «Hamen Aur Jeene Ki»       |                      |
| Лучшие слова к песне            | • Саван Кумар Так     | «Souten»              | «Zindagi Pyar Ka Geet Hai» |                      |
| Лучшие слова к песне            | • Саван Кумар Так     | «Souten»              | «Shayad Meri Shaadi»       |                      |
| Лучший мужской закадровый вокал |                       | • Кишор Кумар         | «Souten»                   | «Shayad Meri Shaadi» |
| Лучший мужской закадровый вокал | • Кишор Кумар         | «Если ты не со мной…» | «Hamen Aur Jeene Ki»       |                      |
| Лучший мужской закадровый вокал | • Шаббир Кумар        | «Сила любви»          | «Jab Hum Jawan Hoge»       |                      |
| Лучший мужской закадровый вокал | • Шаббир Кумар        | «Сила любви»          | «Parvaton Se Aaj Mein»     |                      |
| Лучший мужской закадровый вокал | • Шаббир Кумар        | «Ek Jaan Hain Hum»    | «Yaad Teri Aayengi»        |                      |
| Лучший женский закадровый вокал |                       | • Анурадха Паудвал    | «Герой»                    | «Tu Mera Hero Hai»   |
| Лучший женский закадровый вокал | • Арти Мукерджи       | «Необдуманный шаг»    | «Do Naina Ek Kahani»       |                      |
| Лучший женский закадровый вокал | • Чандрани Мукерджи   | «Lal Chunariya»       | «Aaja Ke Teri Raahon Mein» |                      |

### Премии критиков
| Категории                   | Фильмы-лауреаты                      |
| --------------------------- | ------------------------------------ |
| Лучший художественный фильм | • «Sookha» (реж. М. Ш. Сатхью)       |
| Лучший документальный фильм | • «Veer Savarkar» (реж. Прем Вайдья) |

### Технические премии
| Категории                            | Лауреаты           | Фильмы         |
| ------------------------------------ | ------------------ | -------------- |
| Лучший диалог                        | • Махеш Бхатт      | «Осознание»    |
| Лучший сценарий                      | • Виджай Тендулкар | «Полуправда»   |
| Лучший монтаж                        | • Кешав Найду      | «Vijeta»       |
| Лучшая операторская работа           | • Говинд Нихалани  | «Vijeta»       |
| Лучшая работа художника-постановщика | • Н. Б. Кулкарни   | «Дочь султана» |
| Лучший звук                          | • Хитендра Гхош    | «Vijeta»       |

## Наибольшее количество номинаций и побед
- «Сила любви» – 8 (0)
- «Необдуманный шаг» – 7 (4)
- «Осознание» – 7 (3)
- «Полуправда» – 6 (5)
- «Vijeta» – 3 (3)